# Driedaagse van De Panne-Koksijde 2011
De Driedaagse van De Panne-Koksijde 2011 werd verreden van dinsdag 29 maart tot en met donderdag 31 maart in de Belgische provincies West-Vlaanderen en Oost-Vlaanderen. De wedstrijd maakt deel uit van de Vlaamse Wielerweek en wordt door veel renners gereden ter voorbereiding op de Ronde van Vlaanderen.

Vanwege het slechte weer kwamen een aantal bekende renners zoals Alessandro Ballan, Stijn Devolder, Luca Paolini en Filippo Pozzato niet meer aan de start van de derde rit A. Bij de aankomst van deze rit kwamen 77 renners pas na 25 minuten over de streep. Ze werden zonder pardon door de wedstrijdjury uit de koers gezet, zodat er nog maar 56 renners deelnamen aan de tijdrit in de namiddag.

## Etappe-overzicht
| etappe | datum    | start       | finish   | afstand       | winnaar            | klassementsleider  |
| ------ | -------- | ----------- | -------- | ------------- | ------------------ | ------------------ |
| 1e     | 29 maart | Middelkerke | Zottegem | 194 km        | André Greipel      | André Greipel      |
| 2e     | 30 maart | Oudenaarde  | Koksijde | 219 km        | Denis Galimzjanov  | Lieuwe Westra      |
| 3e A   | 31 maart | De Panne    | De Panne | 111 km        | Jacopo Guarnieri   | Bert De Backer     |
| 3e B   | 31 maart | De Panne    | De Panne | 14,7 km (ITT) | Sébastien Rosseler | Sébastien Rosseler |

## Uitslagen

### 1e etappe
| Middelkerke – Zottegem (194 km) |                  |                    |          |
| Plaats                          | Naam             | Ploeg              | Tijd     |
| Winnaar                         | André Greipel    | Omega Pharma-Lotto | 4u22'32" |
| 2                               | Lieuwe Westra    | Vacansoleil-DCM    | z.t.     |
| 3                               | Dmitri Moeravjov | Team RadioShack    | z.t.     |

| Tussenstand |                |                    |          |
| Plaats      | Naam           | Ploeg              | Tijd     |
| Witte trui  | André Greipel  | Omega Pharma-Lotto | 4u22'22" |
| 2           | Bert De Backer | Skil-Shimano       | + 3"     |
| 3           | Lieuwe Westra  | Vacansoleil-DCM    | + 5"     |

### 2e etappe
| Oudenaarde – Koksijde (219 km) |                   |                     |          |
| Plaats                         | Naam              | Ploeg               | Tijd     |
| Winnaar                        | Denis Galimzjanov | Team Katjoesja      | 5u08'18" |
| 2                              | John Degenkolb    | Team HTC-High Road  | z.t.     |
| 3                              | Peter Sagan       | Liquigas-Cannondale | z.t.     |

| Tussenstand |                |                    |          |
| Plaats      | Naam           | Ploeg              | Tijd     |
| Witte trui  | Lieuwe Westra  | Vacansoleil-DCM    | 9u30'43" |
| 2           | Bert De Backer | Skil-Shimano       | z.t.     |
| 3           | John Degenkolb | Team HTC-High Road | + 2"     |

### 3e etappe A
| De Panne – De Panne (111 km) |                   |                     |          |
| Plaats                       | Naam              | Ploeg               | Tijd     |
| Winnaar                      | Jacopo Guarnieri  | Liquigas-Cannondale | 2u32'11" |
| 2                            | Denis Galimzjanov | Team Katjoesja      | z.t.     |
| 3                            | Jimmy Casper      | Saur-Sojasun        | z.t.     |

| Tussenstand |                  |                         |           |
| Plaats      | Naam             | Ploeg                   | Tijd      |
| Witte trui  | Bert De Backer   | Vacansoleil-DCM         | 12u05'52" |
| 2           | Arnoud van Groen | Verandas Willems-Accent | + 2"      |
| 3           | Dmitri Moeravjov | Team RadioShack         | + 4"      |

### 3e etappe B
| De Panne (individuele tijdrit over 14,7 km) |                    |                 |          |
| Plaats                                      | Naam               | Ploeg           | Tijd     |
| Winnaar                                     | Sébastien Rosseler | Team RadioShack | 18'31"83 |
| 2                                           | Lieuwe Westra      | Vacansoleil-DCM | 18'45"02 |
| 3                                           | Michał Kwiatkowski | Team RadioShack | 18'45"49 |

## Eindklassementen
| Plaats     | Naam               | Ploeg              | Tijd      |
| ---------- | ------------------ | ------------------ | --------- |
| Witte trui | Sébastien Rosseler | Team RadioShack    | 12u21'33" |
| 2          | Lieuwe Westra      | Vacansoleil-DCM    | + 6"      |
| 3          | Michał Kwiatkowski | Team RadioShack    | + 14"     |
| 4          | Sylvain Chavanel   | Quick Step         | + 18"     |
| 5          | Bert Grabsch       | Team HTC-High Road | + 22"     |
| 6          | Andrij Hryvko      | Quick Step         | + 24"     |
| 7          | Dmitri Moeravjov   | Team RadioShack    | + 26"     |
| 8          | Rick Flens         | Rabobank           | + 30"     |
| 9          | Tomas Vaitkus      | Pro Team Astana    | + 34"     |
| 10         | Cyril Lemoine      | Saur-Sojasun       | + 50"     |

| Plaats      | Naam               | Ploeg           | Punten |
| ----------- | ------------------ | --------------- | ------ |
| Groene trui | Denis Galimzjanov  | Team Katjoesja  | 29     |
| 2           | Lieuwe Westra      | Vacansoleil-DCM | 27     |
| 3           | Romain Feillu      | Vacansoleil-DCM | 24     |
|             |                    |                 |        |
| 11          | Sébastien Rosseler | Team RadioShack | 10     |

| Plaats    | Naam               | Ploeg           | Punten |
| --------- | ------------------ | --------------- | ------ |
| Rode trui | Lieuwe Westra      | Vacansoleil-DCM | 15     |
| 2         | Dmitri Moeravjov   | Team RadioShack | 8      |
| 3         | Michał Kwiatkowski | Team RadioShack | 7      |
|           |                    |                 |        |
| 5         | Bert De Backer     | Skil-Shimano    | 3      |

| Plaats      | Naam                     | Ploeg                   | Punten |
| ----------- | ------------------------ | ----------------------- | ------ |
| Blauwe trui | Bert De Backer           | Skil-Shimano            | 10     |
| 2           | Arnoud van Groen         | Verandas Willems-Accent | 6      |
| 3           | Guillaume Van Keirsbulck | Quick Step              | 5      |
|             |                          |                         |        |
| 5           | Lieuwe Westra            | Vacansoleil-DCM         | 2      |

| Plaats | Ploeg              | Tijd      |
| ------ | ------------------ | --------- |
|        | Team RadioShack    | 37u05'23" |
| 2      | Team HTC-High Road | + 2'28"   |
| 3      | Astana             | + 3'08"   |

1977 · 1978 · 1979 · 1980 · 1981 · 1982 · 1983 · 1984 · 1985 · 1986 · 1987 · 1988 · 1989 · 1990 · 1991 · 1992 · 1993 · 1994 · 1995 · 1996 · 1997 · 1998 · 1999 · 2000 · 2001 · 2002 · 2003 · 2003 · 2004 · 2005 · 2006 · 2007 · 2008 · 2009 · 2010 · 2011 · 2012 · 2013 · 2014 · 2015 · 2016 · 2017 · 2018 · 2019 · 2020 · 2021 · 2022 · 2023 · 2024

Lijst van beklimmingen